# Американская короткошёрстная кошка
Американская короткошерстная (ASH) — порода домашней кошек, которые, предположительно, произошли от европейских кошек, привезенных в Северную Америку ранними поселенцами для защиты ценного груза от мышей и крыс. По данным Ассоциации любителей кошек, в 2012 году это была седьмая по популярности породистая кошка в Соединенных Штатах.

## История
Когда поселенцы плыли из Европы в Северную Америку, они несли на борту кошек (корабельных котов), чтобы защитить склады от мышей — например, кошек, которые пришли на Мэйфлауэр с «пилигримами», чтобы охотиться на крыс на корабле и в колонии. Многие из этих кошек высадились в Новом Свете, породились и приобрели особые свойства, чтобы помочь им справиться с новой жизнью и климатом. В начале 20-го века была разработана программа селекционного разведения, чтобы развить лучшие качества этих кошек.
Американская короткошерстная — это порода кошек со строгим стандартом конформации, установленная любителями кошек этой породы и североамериканскими ассоциациями любителей кошек, такими как Международная ассоциация кошек и Ассоциация любителей кошек. Порода принята всеми североамериканскими реестрами кошек. Первоначально известная как домашняя короткошерстная, порода была переименована в 1966 году в «Американскую короткошерстную», чтобы лучше представлять её «всеамериканское» происхождение и дифференцировать её от других короткошерстных пород. Название «Американская короткошерстная» также подтверждает факт отношения к чистой породе, отличной от случайных беспородных домашних короткошерстных кошек в Северной Америке, которые, тем не менее, могут напоминать АШ. Американская короткошерстная порода и случайно выведенные кошки, из которых происходит порода, иногда называются рабочими кошками, потому что они использовались для борьбы с популяциями грызунов на кораблях и фермах.

## Описание породы
Несмотря на то, что американская короткошерстная кошка не очень спортивная, она имеет большое, мощно сложенное тело. Согласно стандарту породы Ассоциации любителей кошек, американская короткошерстная кошка является настоящей породой рабочей кошки. У них круглые лица и короткие уши.
Согласно CFA, Американская короткошерстная кошка — это кошки, не требующие особого ухода, которые обычно здоровы, спокойны, ласковы с хозяевами и общительны с незнакомцами. Самцы значительно крупнее самок и весят от 11 до 15 фунтов, когда вырастают полностью. Зрелые самки весят от шести до двенадцати фунтов, когда достигают полного роста в возрасте от трех до четырёх лет. [3] Благодаря качественной диете и большому вниманию, любви и заботе они могут жить 15 лет и дольше, требуя ежегодных прививок и ветеринарных осмотров. Эти кошки имеют крепкое, мощное и мускулистое тело с хорошо развитыми плечами, грудной клеткой и задними конечностями.
Американская короткошерстная окраска представлена в более чем восьмидесяти различных цветах и узорах, начиная от коричнево-пятнистого полосатого кота и заканчивая голубоглазыми белыми, серебристыми оттенками, дымками и камеями в ситцевом фургоне и многими другими цветами. Некоторые даже входят в глубокие тона чёрного, коричневого или других смесей и комбинаций. Как правило, дисквалифицируются только кошки, у которых есть признаки скрещивания, приводящие к окраске шоколада, соболя, лаванды, сирени или точечного узора сиамского семейства.